# Lignes de bus ETUSA de 1 à 99
Cette page est une annexe de l'article « Lignes de bus ETUSA ».
Les lignes de bus ETUSA de 1 à 99 constituent une série de lignes que l'Entreprise de transport urbain et suburbain d'Alger exploite à Alger et dans sa banlieue.

## Lignes 1 à 99

### Lignes 1 à 9
| Ligne | Caractéristiques | Caractéristiques                                | Caractéristiques                                | Caractéristiques                                | Caractéristiques                                | Caractéristiques                                | Caractéristiques                                | Caractéristiques                                | Caractéristiques                                |
| 1     | 1 | 1                                               | 1                                               | 1                                               | 1                                               | 1                                               | 1                                               | 1                                               | 1                                               |
| 1     | El Harrach ⥋ Place Aïssat Idir, via Haï El Badr | El Harrach ⥋ Place Aïssat Idir, via Haï El Badr | El Harrach ⥋ Place Aïssat Idir, via Haï El Badr | El Harrach ⥋ Place Aïssat Idir, via Haï El Badr | El Harrach ⥋ Place Aïssat Idir, via Haï El Badr | El Harrach ⥋ Place Aïssat Idir, via Haï El Badr | El Harrach ⥋ Place Aïssat Idir, via Haï El Badr | El Harrach ⥋ Place Aïssat Idir, via Haï El Badr | El Harrach ⥋ Place Aïssat Idir, via Haï El Badr |
| ----- | --- | ----------------------------------------------- | ----------------------------------------------- | ----------------------------------------------- | ----------------------------------------------- | ----------------------------------------------- | ----------------------------------------------- | ----------------------------------------------- | ----------------------------------------------- |
| 1     | Ouverture / Fermeture — / — | Longueur —                                      | Durée —                                         | Nb. d’arrêts 16                                 | Matériel —                                      | Jours de fonctionnement D, L, Ma, Me, J, V, S   | Jour / Soir / Nuit / Fêtes O / O / N / O        | Voy. / an —                                     | Centre-bus —                                    |
| 1     | Desserte : - Villes et lieux desservis : El Harrach • Bachdjerrah • Hussein Dey (Gare routière du Caroubier) • El Magharia • Belouizdad • Sidi M'Hamed. - Stations et gares desservies : El Harrach Centre • Haï El Badr • Cité Mer et Soleil • Cité Amirouche • Les Fusillés • Aïssat Idir ♦ Gare d'El Harrach • Gare du Caroubier • Gare des Ateliers ♦ Téléphérique du Palais de la Culture (station Oued Kniss). |                                                 |                                                 |                                                 |                                                 |                                                 |                                                 |                                                 |                                                 |
| 1     | Autre : - Amplitudes horaires : la ligne fonctionne du dimanche au vendredi de 6 h 20 à 20 h 30 et les samedis et fêtes à partir de 7 h 30 environ. - Remarque : via l'avenue de l'ALN dans le sens Aïssat Idir → El Harrach, via la rue Hassiba Benbouali dans l'autre sens. - Date de dernière mise à jour : 17 mars 2022 |                                                 |                                                 |                                                 |                                                 |                                                 |                                                 |                                                 |                                                 |
| 1     | Dernière actualisation : — |                                                 |                                                 |                                                 |                                                 |                                                 |                                                 |                                                 |                                                 |
| 3     | 3 | 3                                               | 3                                               | 3                                               | 3                                               | 3                                               | 3                                               | 3                                               | 3                                               |
| 3     | Bouzaréah - Chevalley ⥋ Souidania, via Bouchaoui |                                                 |                                                 |                                                 |                                                 |                                                 |                                                 |                                                 |                                                 |
| 3     | Ouverture / Fermeture — / — | Longueur —                                      | Durée —                                         | Nb. d’arrêts 22                                 | Matériel —                                      | Jours de fonctionnement D, L, Ma, Me, J, V, S   | Jour / Soir / Nuit / Fêtes O / O / N / O        | Voy. / an —                                     | Centre-bus —                                    |
| 3     | Desserte : - Villes et lieux desservis : Bouzaréah (Chevalley) • Dely Ibrahim • Beni Messous • Chéraga (Bouchaoui) • Souidania. - Stations et gares desservies : |                                                 |                                                 |                                                 |                                                 |                                                 |                                                 |                                                 |                                                 |
| 3     | Autre : - Amplitudes horaires : la ligne fonctionne du dimanche au vendredi de 6 h 15 à 18 h 45 et les samedis et fêtes à partir de 7 h 30 environ. - Date de dernière mise à jour : 17 mars 2022 |                                                 |                                                 |                                                 |                                                 |                                                 |                                                 |                                                 |                                                 |
| 3     | Dernière actualisation : — |                                                 |                                                 |                                                 |                                                 |                                                 |                                                 |                                                 |                                                 |
| 4     | 4 | 4                                               | 4                                               | 4                                               | 4                                               | 4                                               | 4                                               | 4                                               | 4                                               |
| 4     | Place du 1er Mai ⥋ Kouba - Ben Omar |                                                 |                                                 |                                                 |                                                 |                                                 |                                                 |                                                 |                                                 |
| 4     | Ouverture / Fermeture — / — | Longueur —                                      | Durée —                                         | Nb. d’arrêts 12                                 | Matériel —                                      | Jours de fonctionnement D, L, Ma, Me, J, V, S   | Jour / Soir / Nuit / Fêtes O / O / N / O        | Voy. / an —                                     | Centre-bus —                                    |
| 4     | Desserte : - Villes et lieux desservis : Sidi M'Hamed • Belouizdad (Jardin d'Essai) • Kouba. - Stations et gares desservies : 1er Mai • Place Aïssat Idir (à proximité) • Hamma • Jardin d'Essai • Les Fusillés ♦ Gare des Ateliers (à proximité) ♦ Téléphérique d'El Madania (station Hamma) • Téléphérique du Mémorial (station Jardin d'Essai) • Téléphérique du Palais de la Culture (station Oued Kniss). |                                                 |                                                 |                                                 |                                                 |                                                 |                                                 |                                                 |                                                 |
| 4     | Autre : - Amplitudes horaires : la ligne fonctionne du dimanche au vendredi de 6 h 15 à 18 h 45 et les samedis et fêtes à partir de 7 h 30 environ. - Remarque : via la rue Mohamed Belouizdad dans le sens : Place du 1er Mai → Kouba, via la rue Hassiba Benbouali dans l'autre sens. - Date de dernière mise à jour : 17 mars 2022 |                                                 |                                                 |                                                 |                                                 |                                                 |                                                 |                                                 |                                                 |
| 4     | Dernière actualisation : — |                                                 |                                                 |                                                 |                                                 |                                                 |                                                 |                                                 |                                                 |
| 5     | 5 | 5                                               | 5                                               | 5                                               | 5                                               | 5                                               | 5                                               | 5                                               | 5                                               |
| 5     | El Harrach ⥋ Place des Martyrs |                                                 |                                                 |                                                 |                                                 |                                                 |                                                 |                                                 |                                                 |
| 5     | Ouverture / Fermeture — / — | Longueur —                                      | Durée —                                         | Nb. d’arrêts 11                                 | Matériel —                                      | Jours de fonctionnement D, L, Ma, Me, J, V, S   | Jour / Soir / Nuit / Fêtes O / O / N / O        | Voy. / an —                                     | Centre-bus —                                    |
| 5     | Desserte : - Villes et lieux desservis : Casbah (Place des Martyrs) • Alger-Centre (Grande Poste d'Alger) • Belouizdad • Hussein Dey (Gare routière du Caroubier) • El-Harrach. - Stations et gares desservies : Place des Martyrs • Tafourah - Grande Poste • El Harrach Centre ♦ Gare d'Alger • Gare de l'Agha • Gare des Ateliers • Gare du Caroubier • Gare d'El Harrach. |                                                 |                                                 |                                                 |                                                 |                                                 |                                                 |                                                 |                                                 |
| 5     | Autre : - Amplitudes horaires : la ligne fonctionne du dimanche au vendredi de 6 h 15 à 18 h 45 et les samedis et fêtes à partir de 7 h 30 environ. - Date de dernière mise à jour : 17 mars 2022 |                                                 |                                                 |                                                 |                                                 |                                                 |                                                 |                                                 |                                                 |
| 5     | Dernière actualisation : — |                                                 |                                                 |                                                 |                                                 |                                                 |                                                 |                                                 |                                                 |
| 6     | 6 | 6                                               | 6                                               | 6                                               | 6                                               | 6                                               | 6                                               | 6                                               | 6                                               |
| 6     | Place des Martyrs ⥋ Kouba - Station Kouba, via Place du 1er Mai |                                                 |                                                 |                                                 |                                                 |                                                 |                                                 |                                                 |                                                 |
| 6     | Ouverture / Fermeture — / — | Longueur —                                      | Durée —                                         | Nb. d’arrêts 21                                 | Matériel —                                      | Jours de fonctionnement D, L, Ma, Me, J, V, S   | Jour / Soir / Nuit / Fêtes O / O / N / O        | Voy. / an —                                     | Centre-bus —                                    |
| 6     | Desserte : - Villes et lieux desservis : Casbah (Place des Martyrs) • Alger-Centre (Grande Poste d'Alger) • Sidi M'Hamed • Belouizdad (Jardin d'Essai) • Kouba. - Stations et gares desservies : Place des Martyrs • Tafourah - Grande Poste • 1er Mai • Place Aïssat Idir (à proximité) • Hamma • Jardin d'Essai • Les Fusillés ♦ Gare d'Alger • Gare de l'Agha (à proximité) • Gare des Ateliers (à proximité) ♦ Téléphérique d'El Madania (station Hamma) • Téléphérique du Mémorial (station Jardin d'Essai) • Téléphérique du Palais de la Culture (station Oued Kniss). |                                                 |                                                 |                                                 |                                                 |                                                 |                                                 |                                                 |                                                 |
| 6     | Autre : - Amplitudes horaires : la ligne fonctionne du dimanche au vendredi de 6 h 15 à 18 h 45 et les samedis et fêtes à partir de 7 h 30 environ. - Remarque : via la rue Mohamed Belouizdad dans le sens : Place du 1er Mai → Kouba, via la rue Hassiba Benbouali dans l'autre sens. - Date de dernière mise à jour : 17 mars 2022 |                                                 |                                                 |                                                 |                                                 |                                                 |                                                 |                                                 |                                                 |
| 6     | Dernière actualisation : — |                                                 |                                                 |                                                 |                                                 |                                                 |                                                 |                                                 |                                                 |
| 8     | 8 | 8                                               | 8                                               | 8                                               | 8                                               | 8                                               | 8                                               | 8                                               | 8                                               |
| 8     | Alger-Centre - Station 2 Mai ⥋ Raïs Hamidou |                                                 |                                                 |                                                 |                                                 |                                                 |                                                 |                                                 |                                                 |
| 8     | Ouverture / Fermeture — / — | Longueur —                                      | Durée —                                         | Nb. d’arrêts 10                                 | Matériel —                                      | Jours de fonctionnement D, L, Ma, Me, J, V, S   | Jour / Soir / Nuit / Fêtes O / O / N / O        | Voy. / an —                                     | Centre-bus —                                    |
| 8     | Desserte : - Villes et lieux desservis : Alger-Centre (Station 2 Mai) • Casbah • Bab El Oued • Bologhine • Raïs Hamidou. - Stations et gares desservies : Tafourah - Grande Poste • Place des Martyrs ♦ Gare d'Alger ♦ Téléphérique de Notre-Dame d'Afrique (station Bologhine). |                                                 |                                                 |                                                 |                                                 |                                                 |                                                 |                                                 |                                                 |
| 8     | Autre : - Amplitudes horaires : la ligne fonctionne du dimanche au vendredi de 6 h 15 à 18 h 45 et les samedis et fêtes à partir de 7 h 30 environ. - Date de dernière mise à jour : 17 mars 2022 |                                                 |                                                 |                                                 |                                                 |                                                 |                                                 |                                                 |                                                 |
| 8     | Dernière actualisation : — |                                                 |                                                 |                                                 |                                                 |                                                 |                                                 |                                                 |                                                 |

### Lignes 10 à 19
| Ligne | Caractéristiques | Caractéristiques             | Caractéristiques             | Caractéristiques             | Caractéristiques             | Caractéristiques                              | Caractéristiques                         | Caractéristiques             | Caractéristiques             |
| 10    | 10 | 10                           | 10                           | 10                           | 10                           | 10                                            | 10                                       | 10                           | 10                           |
| 10    | Place du 1er Mai ⥋ Bouzaréah | Place du 1er Mai ⥋ Bouzaréah | Place du 1er Mai ⥋ Bouzaréah | Place du 1er Mai ⥋ Bouzaréah | Place du 1er Mai ⥋ Bouzaréah | Place du 1er Mai ⥋ Bouzaréah                  | Place du 1er Mai ⥋ Bouzaréah             | Place du 1er Mai ⥋ Bouzaréah | Place du 1er Mai ⥋ Bouzaréah |
| ----- | --- | ---------------------------- | ---------------------------- | ---------------------------- | ---------------------------- | --------------------------------------------- | ---------------------------------------- | ---------------------------- | ---------------------------- |
| 10    | Ouverture / Fermeture — / — | Longueur —                   | Durée —                      | Nb. d’arrêts 17              | Matériel —                   | Jours de fonctionnement D, L, Ma, Me, J, V, S | Jour / Soir / Nuit / Fêtes O / O / N / O | Voy. / an —                  | Centre-bus —                 |
| 10    | Desserte : - Villes et lieux desservis : Sidi M'Hamed • Alger-Centre • El Biar • Bouzaréah. - Stations et gares desservies : 1er Mai. |                              |                              |                              |                              |                                               |                                          |                              |                              |
| 10    | Autre : - Amplitudes horaires : la ligne fonctionne du dimanche au vendredi de 6 h 15 à 18 h 45 et les samedis et fêtes à partir de 7 h 30 environ. - Date de dernière mise à jour : 17 mars 2022 |                              |                              |                              |                              |                                               |                                          |                              |                              |
| 10    | Dernière actualisation : — |                              |                              |                              |                              |                                               |                                          |                              |                              |
| 12    | 12 | 12                           | 12                           | 12                           | 12                           | 12                                            | 12                                       | 12                           | 12                           |
| 12    | Place des Martyrs ⥋ Staoueli |                              |                              |                              |                              |                                               |                                          |                              |                              |
| 12    | Ouverture / Fermeture — / — | Longueur —                   | Durée —                      | Nb. d’arrêts 33              | Matériel —                   | Jours de fonctionnement D, L, Ma, Me, J, V, S | Jour / Soir / Nuit / Fêtes O / O / N / O | Voy. / an —                  | Centre-bus —                 |
| 12    | Desserte : - Villes et lieux desservis : Casbah (Place des Martyrs) • Bab El Oued • Bologhine • Raïs Hamidou • El Hammamet • Aïn Benian • Chéraga • Staoueli. - Stations et gares desservies : Place des Martyrs ♦ téléphérique de Notre-Dame d'Afrique (station Bologhine). |                              |                              |                              |                              |                                               |                                          |                              |                              |
| 12    | Autre : - Amplitudes horaires : la ligne fonctionne du dimanche au vendredi de 6 h 15 à 18 h 45 et les samedis et fêtes à partir de 7 h 30 environ. - Date de dernière mise à jour : 17 mars 2022 |                              |                              |                              |                              |                                               |                                          |                              |                              |
| 12    | Dernière actualisation : — |                              |                              |                              |                              |                                               |                                          |                              |                              |
| 14    | 14 | 14                           | 14                           | 14                           | 14                           | 14                                            | 14                                       | 14                           | 14                           |
| 14    | Place du 1er Mai ⥋ Bir Mourad Raïs |                              |                              |                              |                              |                                               |                                          |                              |                              |
| 14    | Ouverture / Fermeture — / — | Longueur —                   | Durée —                      | Nb. d’arrêts 13              | Matériel —                   | Jours de fonctionnement D, L, Ma, Me, J, V, S | Jour / Soir / Nuit / Fêtes O / O / N / O | Voy. / an —                  | Centre-bus —                 |
| 14    | Desserte : - Villes et lieux desservis : Sidi M'Hamed • Belouizdad (Jardin d'Essai) • El Madania • Bir Mourad Raïs. - Stations et gares desservies : 1er Mai • Place Aïssat Idir (à proximité) • Hamma • Jardin d'Essai • Les Fusillés ♦ Gare des Ateliers (à proximité) ♦ Téléphérique d'El Madania (station Hamma) • Téléphérique du Mémorial (station Jardin d'Essai) • Téléphérique du Palais de la Culture (station Oued Kniss). |                              |                              |                              |                              |                                               |                                          |                              |                              |
| 14    | Autre : - Amplitudes horaires : la ligne fonctionne du dimanche au vendredi de 6 h 15 à 18 h 45 et les samedis et fêtes à partir de 7 h 30 environ. - Remarque : via la rue Mohamed Belouizdad dans le sens Place du 1er Mai → Bir Mourad Raïs, via la rue Hassiba Benbouali dans l'autre sens. - Date de dernière mise à jour : 17 mars 2022                                                                                         |                              |                              |                              |                              |                                               |                                          |                              |                              |
| 14    | Dernière actualisation : — |                              |                              |                              |                              |                                               |                                          |                              |                              |
| 15    | 15 | 15                           | 15                           | 15                           | 15                           | 15                                            | 15                                       | 15                           | 15                           |
| 15    | Place du 1er Mai ⥋ Grande Poste |                              |                              |                              |                              |                                               |                                          |                              |                              |
| 15    | Ouverture / Fermeture — / — | Longueur —                   | Durée —                      | Nb. d’arrêts 13              | Matériel —                   | Jours de fonctionnement D, L, Ma, Me, J, V, S | Jour / Soir / Nuit / Fêtes O / O / N / O | Voy. / an —                  | Centre-bus —                 |
| 15    | Desserte : - Villes et lieux desservis : Sidi M'Hamed • Alger-Centre (Grande Poste d'Alger). - Stations et gares desservies : Tafourah - Grande Poste • 1er Mai. |                              |                              |                              |                              |                                               |                                          |                              |                              |
| 15    | Autre : - Amplitudes horaires : la ligne fonctionne du dimanche au vendredi de 6 h 20 à 20 h 30 et les samedis et fêtes à partir de 7 h 30 environ. - Date de dernière mise à jour : 17 mars 2022 |                              |                              |                              |                              |                                               |                                          |                              |                              |
| 15    | Dernière actualisation : — |                              |                              |                              |                              |                                               |                                          |                              |                              |
| 16    | 16 | 16                           | 16                           | 16                           | 16                           | 16                                            | 16                                       | 16                           | 16                           |
| 16    | Place du 1er Mai ⥋ El Madania |                              |                              |                              |                              |                                               |                                          |                              |                              |
| 16    | Ouverture / Fermeture — / — | Longueur —                   | Durée —                      | Nb. d’arrêts 11              | Matériel —                   | Jours de fonctionnement D, L, Ma, Me, J, V, S | Jour / Soir / Nuit / Fêtes O / O / N / O | Voy. / an —                  | Centre-bus —                 |
| 16    | Desserte : - Villes et lieux desservis : Sidi M'Hamed (Musée du Bardo, Palais du Peuple) • El Mouradia (Hôtel El Djazaïr) • El Madania (Diar el Mahçoul). - Stations et gares desservies : 1er Mai ♦ Téléphérique d'El Madania (station El Madania, à proximité). |                              |                              |                              |                              |                                               |                                          |                              |                              |
| 16    | Autre : - Amplitudes horaires : la ligne fonctionne du dimanche au vendredi de 6 h 20 à 20 h 30 et les samedis et fêtes à partir de 7 h 30 environ. - Date de dernière mise à jour : 17 mars 2022 |                              |                              |                              |                              |                                               |                                          |                              |                              |
| 16    | Dernière actualisation : — |                              |                              |                              |                              |                                               |                                          |                              |                              |
| 18    | 18 | 18                           | 18                           | 18                           | 18                           | 18                                            | 18                                       | 18                           | 18                           |
| 18    | Bachdjarah ⥋ Kouba - Hôpital militaire d'Aïn Naâdja |                              |                              |                              |                              |                                               |                                          |                              |                              |
| 18    | Ouverture / Fermeture — / — | Longueur —                   | Durée —                      | Nb. d’arrêts 11              | Matériel —                   | Jours de fonctionnement D, L, Ma, Me, J, V, S | Jour / Soir / Nuit / Fêtes O / O / N / O | Voy. / an —                  | Centre-bus —                 |
| 18    | Desserte : - Villes et lieux desservis : Bachdjerrah • Bourouba • El Magharia • Kouba (hôpital militaire d'Aïn Naâdja). - Stations et gares desservies : Bachdjarah • Bachdjarah - Tennis • Haï El Badr. |                              |                              |                              |                              |                                               |                                          |                              |                              |
| 18    | Autre : - Amplitudes horaires : la ligne fonctionne du dimanche au vendredi de 6 h 20 à 20 h 30 et les samedis et fêtes à partir de 7 h 30 environ. - Date de dernière mise à jour : 17 mars 2022 |                              |                              |                              |                              |                                               |                                          |                              |                              |
| 18    | Dernière actualisation : — |                              |                              |                              |                              |                                               |                                          |                              |                              |
| 19    | 19 | 19                           | 19                           | 19                           | 19                           | 19                                            | 19                                       | 19                           | 19                           |
| 19    | Place Aïssat Idir ⥋ Bab Ezzouar - Les Hôtels |                              |                              |                              |                              |                                               |                                          |                              |                              |
| 19    | Ouverture / Fermeture — / — | Longueur —                   | Durée —                      | Nb. d’arrêts 16              | Matériel —                   | Jours de fonctionnement D, L, Ma, Me, J, V, S | Jour / Soir / Nuit / Fêtes O / O / N / O | Voy. / an —                  | Centre-bus —                 |
| 19    | Desserte : - Villes et lieux desservis : Sidi M'Hamed • Belouizdad • Hussein Dey (Gare routière du Caroubier) • Mohammadia • Bab Ezzouar (USTHB). - Stations et gares desservies : Aïssat Idir ♦ Gare des Ateliers • Gare du Caroubier. |                              |                              |                              |                              |                                               |                                          |                              |                              |
| 19    | Autre : - Amplitudes horaires : la ligne fonctionne du dimanche au vendredi de 6 h 20 à 20 h 30 et les samedis et fêtes à partir de 7 h 30 environ. - Date de dernière mise à jour : 17 mars 2022 |                              |                              |                              |                              |                                               |                                          |                              |                              |
| 19    | Dernière actualisation : — |                              |                              |                              |                              |                                               |                                          |                              |                              |

### Lignes 20 à 29
| Ligne | Caractéristiques | Caractéristiques                       | Caractéristiques                       | Caractéristiques                       | Caractéristiques                       | Caractéristiques                              | Caractéristiques                         | Caractéristiques                       | Caractéristiques                       |
| 21    | 21 | 21                                     | 21                                     | 21                                     | 21                                     | 21                                            | 21                                       | 21                                     | 21                                     |
| 21    | Bouzaréah ⥋ Beni Messous - Sidi Youcef | Bouzaréah ⥋ Beni Messous - Sidi Youcef | Bouzaréah ⥋ Beni Messous - Sidi Youcef | Bouzaréah ⥋ Beni Messous - Sidi Youcef | Bouzaréah ⥋ Beni Messous - Sidi Youcef | Bouzaréah ⥋ Beni Messous - Sidi Youcef        | Bouzaréah ⥋ Beni Messous - Sidi Youcef   | Bouzaréah ⥋ Beni Messous - Sidi Youcef | Bouzaréah ⥋ Beni Messous - Sidi Youcef |
| ----- | --- | -------------------------------------- | -------------------------------------- | -------------------------------------- | -------------------------------------- | --------------------------------------------- | ---------------------------------------- | -------------------------------------- | -------------------------------------- |
| 21    | Ouverture / Fermeture — / — | Longueur —                             | Durée —                                | Nb. d’arrêts 10                        | Matériel —                             | Jours de fonctionnement D, L, Ma, Me, J, V, S | Jour / Soir / Nuit / Fêtes O / O / N / O | Voy. / an —                            | Centre-bus —                           |
| 21    | Desserte : - Villes et lieux desservis : Bouzaréah • Beni Messous (Sidi Youcef). - Stations et gares desservies : |                                        |                                        |                                        |                                        |                                               |                                          |                                        |                                        |
| 21    | Autre : - Amplitudes horaires : la ligne fonctionne du dimanche au vendredi de 6 h 20 à 20 h 30 et les samedis et fêtes à partir de 7 h 30 environ. - Date de dernière mise à jour : 17 mars 2022 |                                        |                                        |                                        |                                        |                                               |                                          |                                        |                                        |
| 21    | Dernière actualisation : — |                                        |                                        |                                        |                                        |                                               |                                          |                                        |                                        |
| 27    | 27 | 27                                     | 27                                     | 27                                     | 27                                     | 27                                            | 27                                       | 27                                     | 27                                     |
| 27    | Place du 1er Mai ⥋ Kouba - Hôpital militaire d'Aïn Naâdja |                                        |                                        |                                        |                                        |                                               |                                          |                                        |                                        |
| 27    | Ouverture / Fermeture — / — | Longueur —                             | Durée —                                | Nb. d’arrêts 13                        | Matériel —                             | Jours de fonctionnement D, L, Ma, Me, J, V, S | Jour / Soir / Nuit / Fêtes O / O / N / O | Voy. / an —                            | Centre-bus —                           |
| 27    | Desserte : - Villes et lieux desservis : Sidi M'Hamed • Belouizdad (Jardin d'Essai) • Kouba (hôpital militaire d'Aïn Naâdja). - Stations et gares desservies : 1er Mai • Place Aïssat Idir (à proximité) • Hamma • Jardin d'Essai • Les Fusillés ♦ Gare des Ateliers (à proximité) ♦ Téléphérique d'El Madania (station Hamma) • Téléphérique du Mémorial (station Jardin d'Essai) • Téléphérique du Palais de la Culture (station Oued Kniss). |                                        |                                        |                                        |                                        |                                               |                                          |                                        |                                        |
| 27    | Autre : - Amplitudes horaires : la ligne fonctionne du dimanche au vendredi de 6 h 20 à 20 h 30 et les samedis et fêtes à partir de 7 h 30 environ. - Remarque : via la rue Mohamed Belouizdad dans le sens : Place du 1er Mai → Kouba, via la rue Hassiba Benbouali dans l'autre sens. - Date de dernière mise à jour : 17 mars 2022 |                                        |                                        |                                        |                                        |                                               |                                          |                                        |                                        |
| 27    | Dernière actualisation : — |                                        |                                        |                                        |                                        |                                               |                                          |                                        |                                        |

### Lignes 30 à 39
| Ligne | Caractéristiques | Caractéristiques                            | Caractéristiques                            | Caractéristiques                            | Caractéristiques                            | Caractéristiques                              | Caractéristiques                            | Caractéristiques                            | Caractéristiques                            |
| 31    | 31 | 31                                          | 31                                          | 31                                          | 31                                          | 31                                            | 31                                          | 31                                          | 31                                          |
| 31    | Place Maurice Audin ⥋ Hydra - Place Al Smaa | Place Maurice Audin ⥋ Hydra - Place Al Smaa | Place Maurice Audin ⥋ Hydra - Place Al Smaa | Place Maurice Audin ⥋ Hydra - Place Al Smaa | Place Maurice Audin ⥋ Hydra - Place Al Smaa | Place Maurice Audin ⥋ Hydra - Place Al Smaa   | Place Maurice Audin ⥋ Hydra - Place Al Smaa | Place Maurice Audin ⥋ Hydra - Place Al Smaa | Place Maurice Audin ⥋ Hydra - Place Al Smaa |
| ----- | --- | ------------------------------------------- | ------------------------------------------- | ------------------------------------------- | ------------------------------------------- | --------------------------------------------- | ------------------------------------------- | ------------------------------------------- | ------------------------------------------- |
| 31    | Ouverture / Fermeture — / — | Longueur —                                  | Durée —                                     | Nb. d’arrêts 13                             | Matériel —                                  | Jours de fonctionnement D, L, Ma, Me, J, V, S | Jour / Soir / Nuit / Fêtes O / O / N / O    | Voy. / an —                                 | Centre-bus —                                |
| 31    | Desserte : - Villes et lieux desservis : Alger-Centre (Place Maurice Audin, faculté d'Alger, tunnel des Facultés, cathédrale du Sacré-Cœur) • Sidi M'Hamed (Musée du Bardo, Palais du Peuple) • El Mouradia (Hôtel El Djazaïr) • Hydra (Place Al Smaa). - Stations et gares desservies : Khelifa Boukhalfa (à proximité). |                                             |                                             |                                             |                                             |                                               |                                             |                                             |                                             |
| 31    | Autre : - Amplitudes horaires : la ligne fonctionne du dimanche au vendredi de 6 h 20 à 20 h 30 et les samedis et fêtes à partir de 7 h 30 environ. - Remarque : via le boulevard Mohamed V dans le sens : Place Maurice Audin → Hydra, via la rue Didouche Mourad dans l'autre sens. - Date de dernière mise à jour : 18 mars 2022 |                                             |                                             |                                             |                                             |                                               |                                             |                                             |                                             |
| 31    | Dernière actualisation : — |                                             |                                             |                                             |                                             |                                               |                                             |                                             |                                             |
| 32    | 32 | 32                                          | 32                                          | 32                                          | 32                                          | 32                                            | 32                                          | 32                                          | 32                                          |
| 32    | Place Maurice Audin ⥋ El Madania |                                             |                                             |                                             |                                             |                                               |                                             |                                             |                                             |
| 32    | Ouverture / Fermeture — / — | Longueur —                                  | Durée —                                     | Nb. d’arrêts 9                              | Matériel —                                  | Jours de fonctionnement D, L, Ma, Me, J, V, S | Jour / Soir / Nuit / Fêtes O / O / N / O    | Voy. / an —                                 | Centre-bus —                                |
| 32    | Desserte : - Villes et lieux desservis : Alger-Centre (Place Maurice Audin, faculté d'Alger, tunnel des Facultés, cathédrale du Sacré-Cœur) • Sidi M'Hamed (Musée du Bardo, Palais du Peuple) • El Mouradia (Hôtel El Djazaïr) • El Madania (Diar el Mahçoul). - Stations et gares desservies : Khelifa Boukhalfa (à proximité) ♦ Téléphérique d'El Madania (station El Madania, à proximité).                                                    |                                             |                                             |                                             |                                             |                                               |                                             |                                             |                                             |
| 32    | Autre : - Amplitudes horaires : la ligne fonctionne du dimanche au vendredi de 6 h 20 à 20 h 30 et les samedis et fêtes à partir de 7 h 30 environ. - Remarque : via le boulevard Mohamed V dans le sens : Place Maurice Audin → El Madania, via la rue Didouche Mourad dans l'autre sens. - Date de dernière mise à jour : 18 mars 2022 |                                             |                                             |                                             |                                             |                                               |                                             |                                             |                                             |
| 32    | Dernière actualisation : — |                                             |                                             |                                             |                                             |                                               |                                             |                                             |                                             |
| 33    | 33 | 33                                          | 33                                          | 33                                          | 33                                          | 33                                            | 33                                          | 33                                          | 33                                          |
| 33    | Place Maurice Audin ⥋ Kouba - Station Kouba, via Bir Mourad Raïs |                                             |                                             |                                             |                                             |                                               |                                             |                                             |                                             |
| 33    | Ouverture / Fermeture — / — | Longueur —                                  | Durée —                                     | Nb. d’arrêts 13                             | Matériel —                                  | Jours de fonctionnement D, L, Ma, Me, J, V, S | Jour / Soir / Nuit / Fêtes O / O / N / O    | Voy. / an —                                 | Centre-bus —                                |
| 33    | Desserte : - Villes et lieux desservis : Alger-Centre (Place Maurice Audin, faculté d'Alger, tunnel des Facultés, cathédrale du Sacré-Cœur) • Sidi M'Hamed (Musée du Bardo, Palais du Peuple) • El Mouradia (Hôtel El Djazaïr) • Bir Mourad Raïs • Kouba (Station Kouba). - Stations et gares desservies : Khelifa Boukhalfa (à proximité). |                                             |                                             |                                             |                                             |                                               |                                             |                                             |                                             |
| 33    | Autre : - Amplitudes horaires : la ligne fonctionne du dimanche au vendredi de 6 h 20 à 20 h 30 et les samedis et fêtes à partir de 7 h 30 environ. - Remarque : via le boulevard Mohamed V dans le sens : Place Maurice Audin → Kouba, via la rue Didouche Mourad dans l'autre sens. - Date de dernière mise à jour : 18 mars 2022 |                                             |                                             |                                             |                                             |                                               |                                             |                                             |                                             |
| 33    | Dernière actualisation : — |                                             |                                             |                                             |                                             |                                               |                                             |                                             |                                             |
| 34    | 34 | 34                                          | 34                                          | 34                                          | 34                                          | 34                                            | 34                                          | 34                                          | 34                                          |
| 34    | Place du 1er Mai ⥋ Birkhadem |                                             |                                             |                                             |                                             |                                               |                                             |                                             |                                             |
| 34    | Ouverture / Fermeture — / — | Longueur —                                  | Durée —                                     | Nb. d’arrêts 19                             | Matériel —                                  | Jours de fonctionnement D, L, Ma, Me, J, V, S | Jour / Soir / Nuit / Fêtes O / O / N / O    | Voy. / an —                                 | Centre-bus —                                |
| 34    | Desserte : - Villes et lieux desservis : Sidi M'Hamed • Belouizdad (Jardin d'Essai) • El Madania • Bir Mourad Raïs • Birkhadem. - Stations et gares desservies : 1er Mai • Place Aïssat Idir (à proximité) • Hamma • Jardin d'Essai • Les Fusillés ♦ Gare des Ateliers (à proximité) ♦ Téléphérique d'El Madania (station Hamma) • Téléphérique du Mémorial (station Jardin d'Essai) • Téléphérique du Palais de la Culture (station Oued Kniss). |                                             |                                             |                                             |                                             |                                               |                                             |                                             |                                             |
| 34    | Autre : - Amplitudes horaires : la ligne fonctionne du dimanche au vendredi de 6 h 20 à 20 h 30 et les samedis et fêtes à partir de 7 h 30 environ. - Remarque : via la rue Mohamed Belouizdad dans le sens Place du 1er Mai → Birkhadem, via la rue Hassiba Benbouali dans l'autre sens. - Date de dernière mise à jour : 18 mars 2022 |                                             |                                             |                                             |                                             |                                               |                                             |                                             |                                             |
| 34    | Dernière actualisation : — |                                             |                                             |                                             |                                             |                                               |                                             |                                             |                                             |
| 35    | 35 | 35                                          | 35                                          | 35                                          | 35                                          | 35                                            | 35                                          | 35                                          | 35                                          |
| 35    | Place Maurice Audin ⥋ Birkhadem |                                             |                                             |                                             |                                             |                                               |                                             |                                             |                                             |
| 35    | Ouverture / Fermeture — / — | Longueur —                                  | Durée —                                     | Nb. d’arrêts 11                             | Matériel —                                  | Jours de fonctionnement D, L, Ma, Me, J, V, S | Jour / Soir / Nuit / Fêtes O / O / N / O    | Voy. / an —                                 | Centre-bus —                                |
| 35    | Desserte : - Villes et lieux desservis : Alger-Centre (Place Maurice Audin, faculté d'Alger, tunnel des Facultés, cathédrale du Sacré-Cœur) • Sidi M'Hamed (Musée du Bardo, Palais du Peuple) • El Mouradia (Hôtel El Djazaïr) • Bir Mourad Raïs • Birkhadem. - Stations et gares desservies : Khelifa Boukhalfa (à proximité). |                                             |                                             |                                             |                                             |                                               |                                             |                                             |                                             |
| 35    | Autre : - Amplitudes horaires : la ligne fonctionne du dimanche au vendredi de 6 h 20 à 20 h 30 et les samedis et fêtes à partir de 7 h 30 environ. - Remarque : via le boulevard Mohamed V dans le sens : Place Maurice Audin → Birkhadem, via la rue Didouche Mourad dans l'autre sens. - Date de dernière mise à jour : 18 mars 2022 |                                             |                                             |                                             |                                             |                                               |                                             |                                             |                                             |
| 35    | Dernière actualisation : — |                                             |                                             |                                             |                                             |                                               |                                             |                                             |                                             |
| 36    | 36 | 36                                          | 36                                          | 36                                          | 36                                          | 36                                            | 36                                          | 36                                          | 36                                          |
| 36    | Bab El Oued - Basta Ali ⥋ Sidi M'Hamed - Palais du Peuple |                                             |                                             |                                             |                                             |                                               |                                             |                                             |                                             |
| 36    | Ouverture / Fermeture — / — | Longueur —                                  | Durée —                                     | Nb. d’arrêts —                              | Matériel —                                  | Jours de fonctionnement —                     | Jour / Soir / Nuit / Fêtes — / — / — / —    | Voy. / an —                                 | Dépôt —                                     |
| 36    | Desserte : - Villes et lieux desservis : Bab El Oued (Basta Ali) • Sidi M'Hamed (Palais du Peuple). - Stations et gares desservies : |                                             |                                             |                                             |                                             |                                               |                                             |                                             |                                             |
| 36    | Autre : - Amplitudes horaires : - Date de dernière mise à jour : |                                             |                                             |                                             |                                             |                                               |                                             |                                             |                                             |
| 36    | Dernière actualisation : — |                                             |                                             |                                             |                                             |                                               |                                             |                                             |                                             |
| 37    | 37 | 37                                          | 37                                          | 37                                          | 37                                          | 37                                            | 37                                          | 37                                          | 37                                          |
| 37    | Grande Poste ⥋ Oued Koriche |                                             |                                             |                                             |                                             |                                               |                                             |                                             |                                             |
| 37    | Ouverture / Fermeture — / — | Longueur —                                  | Durée —                                     | Nb. d’arrêts —                              | Matériel —                                  | Jours de fonctionnement —                     | Jour / Soir / Nuit / Fêtes — / — / — / —    | Voy. / an —                                 | Dépôt —                                     |
| 37    | Desserte : - Villes et lieux desservis : Alger-Centre (Grande Poste) • Oued Koriche. - Stations et gares desservies : Tafourah - Grande Poste. |                                             |                                             |                                             |                                             |                                               |                                             |                                             |                                             |
| 37    | Autre : - Amplitudes horaires : - Date de dernière mise à jour : |                                             |                                             |                                             |                                             |                                               |                                             |                                             |                                             |
| 37    | Dernière actualisation : — |                                             |                                             |                                             |                                             |                                               |                                             |                                             |                                             |
| 39    | 39 | 39                                          | 39                                          | 39                                          | 39                                          | 39                                            | 39                                          | 39                                          | 39                                          |
| 39    | Place Maurice Audin ⥋ Aéroport d'Alger |                                             |                                             |                                             |                                             |                                               |                                             |                                             |                                             |
| 39    | Ouverture / Fermeture — / — | Longueur —                                  | Durée —                                     | Nb. d’arrêts 3                              | Matériel —                                  | Jours de fonctionnement D, L, Ma, Me, J, V, S | Jour / Soir / Nuit / Fêtes O / O / N / O    | Voy. / an —                                 | Centre-bus —                                |
| 39    | Desserte : - Villes et lieux desservis : Alger-Centre (Place Maurice Audin, faculté d'Alger, tunnel des Facultés) • Bab Ezzouar • Dar El Beïda (aéroport d'Alger). - Stations et gares desservies : Gare de l'Aéroport Houari Boumédiène. |                                             |                                             |                                             |                                             |                                               |                                             |                                             |                                             |
| 39    | Autre : - Amplitudes horaires : la ligne fonctionne du dimanche au vendredi de 6 h 20 à 20 h 30 et les samedis et fêtes à partir de 7 h 30 environ. - Date de dernière mise à jour : 18 mars 2022 |                                             |                                             |                                             |                                             |                                               |                                             |                                             |                                             |
| 39    | Dernière actualisation : — |                                             |                                             |                                             |                                             |                                               |                                             |                                             |                                             |

### Lignes 40 à 49
| Ligne | Caractéristiques | Caractéristiques                            | Caractéristiques                            | Caractéristiques                            | Caractéristiques                            | Caractéristiques                              | Caractéristiques                            | Caractéristiques                            | Caractéristiques                            |
| 40    | 40 | 40                                          | 40                                          | 40                                          | 40                                          | 40                                            | 40                                          | 40                                          | 40                                          |
| 40    | Place Maurice Audin ⥋ Bouzaréah - Chevalley | Place Maurice Audin ⥋ Bouzaréah - Chevalley | Place Maurice Audin ⥋ Bouzaréah - Chevalley | Place Maurice Audin ⥋ Bouzaréah - Chevalley | Place Maurice Audin ⥋ Bouzaréah - Chevalley | Place Maurice Audin ⥋ Bouzaréah - Chevalley   | Place Maurice Audin ⥋ Bouzaréah - Chevalley | Place Maurice Audin ⥋ Bouzaréah - Chevalley | Place Maurice Audin ⥋ Bouzaréah - Chevalley |
| ----- | --- | ------------------------------------------- | ------------------------------------------- | ------------------------------------------- | ------------------------------------------- | --------------------------------------------- | ------------------------------------------- | ------------------------------------------- | ------------------------------------------- |
| 40    | Ouverture / Fermeture — / — | Longueur —                                  | Durée —                                     | Nb. d’arrêts 13                             | Matériel —                                  | Jours de fonctionnement D, L, Ma, Me, J, V, S | Jour / Soir / Nuit / Fêtes O / O / N / O    | Voy. / an —                                 | Centre-bus —                                |
| 40    | Desserte : - Villes et lieux desservis : Alger-Centre (Place Maurice Audin, faculté d'Alger, tunnel des Facultés, cathédrale du Sacré-Cœur) • Sidi M'Hamed (Musée du Bardo, Palais du Peuple) • El Mouradia (Hôtel El Djazaïr) • El Biar • Bouzaréah (Chevalley). - Stations et gares desservies : Khelifa Boukhalfa (à proximité).     |                                             |                                             |                                             |                                             |                                               |                                             |                                             |                                             |
| 40    | Autre : - Amplitudes horaires : la ligne fonctionne du dimanche au vendredi de 6 h 20 à 20 h 30 et les samedis et fêtes à partir de 7 h 30 environ. - Remarque : via le boulevard Mohamed V dans le sens : Place Maurice Audin → Bouzaréah, via la rue Didouche Mourad dans l'autre sens. - Date de dernière mise à jour : 18 mars 2022 |                                             |                                             |                                             |                                             |                                               |                                             |                                             |                                             |
| 40    | Dernière actualisation : — |                                             |                                             |                                             |                                             |                                               |                                             |                                             |                                             |
| 43    | 43 | 43                                          | 43                                          | 43                                          | 43                                          | 43                                            | 43                                          | 43                                          | 43                                          |
| 43    | Ben Aknoun ⥋ Grande Poste |                                             |                                             |                                             |                                             |                                               |                                             |                                             |                                             |
| 43    | Ouverture / Fermeture — / — | Longueur —                                  | Durée —                                     | Nb. d’arrêts 12                             | Matériel —                                  | Jours de fonctionnement D, L, Ma, Me, J, V, S | Jour / Soir / Nuit / Fêtes O / O / N / O    | Voy. / an —                                 | Centre-bus —                                |
| 43    | Desserte : - Villes et lieux desservis : Ben Aknoun • El Biar • Alger-Centre (Grande Poste d'Alger). - Stations et gares desservies : Tafourah - Grande Poste. |                                             |                                             |                                             |                                             |                                               |                                             |                                             |                                             |
| 43    | Autre : - Amplitudes horaires : la ligne fonctionne du dimanche au vendredi de 6 h 20 à 20 h 30 et les samedis et fêtes à partir de 7 h 30 environ. - Date de dernière mise à jour : 18 mars 2022 |                                             |                                             |                                             |                                             |                                               |                                             |                                             |                                             |
| 43    | Dernière actualisation : — |                                             |                                             |                                             |                                             |                                               |                                             |                                             |                                             |
| 44    | 44 | 44                                          | 44                                          | 44                                          | 44                                          | 44                                            | 44                                          | 44                                          | 44                                          |
| 44    | Ben Aknoun ⥋ Douera - Gare routière |                                             |                                             |                                             |                                             |                                               |                                             |                                             |                                             |
| 44    | Ouverture / Fermeture — / — | Longueur —                                  | Durée —                                     | Nb. d’arrêts 15                             | Matériel —                                  | Jours de fonctionnement D, L, Ma, Me, J, V, S | Jour / Soir / Nuit / Fêtes O / O / N / O    | Voy. / an —                                 | Centre-bus —                                |
| 44    | Desserte : - Villes et lieux desservis : Ben Aknoun • Dely Ibrahim • El Achour • Draria • Baba Hassen • Douera. - Stations et gares desservies : |                                             |                                             |                                             |                                             |                                               |                                             |                                             |                                             |
| 44    | Autre : - Amplitudes horaires : la ligne fonctionne du dimanche au vendredi de 6 h 20 à 20 h 30 et les samedis et fêtes à partir de 7 h 30 environ. - Date de dernière mise à jour : |                                             |                                             |                                             |                                             |                                               |                                             |                                             |                                             |
| 44    | Dernière actualisation : — |                                             |                                             |                                             |                                             |                                               |                                             |                                             |                                             |
| 45    | 45 | 45                                          | 45                                          | 45                                          | 45                                          | 45                                            | 45                                          | 45                                          | 45                                          |
| 45    | Place des Martyrs ⥋ Bouzaréah |                                             |                                             |                                             |                                             |                                               |                                             |                                             |                                             |
| 45    | Ouverture / Fermeture — / — | Longueur —                                  | Durée —                                     | Nb. d’arrêts 19                             | Matériel —                                  | Jours de fonctionnement D, L, Ma, Me, J, V, S | Jour / Soir / Nuit / Fêtes O / O / N / O    | Voy. / an —                                 | Centre-bus —                                |
| 45    | Desserte : - Villes et lieux desservis : Casbah (Place des Martyrs) • Alger-Centre • El Biar • Bouzaréah. - Stations et gares desservies : Place des Martyrs. |                                             |                                             |                                             |                                             |                                               |                                             |                                             |                                             |
| 45    | Autre : - Amplitudes horaires : la ligne fonctionne du dimanche au vendredi de 6 h 20 à 20 h 30 et les samedis et fêtes à partir de 7 h 30 environ. - Date de dernière mise à jour : 18 mars 2022 |                                             |                                             |                                             |                                             |                                               |                                             |                                             |                                             |
| 45    | Dernière actualisation : — |                                             |                                             |                                             |                                             |                                               |                                             |                                             |                                             |
| 48    | 48 | 48                                          | 48                                          | 48                                          | 48                                          | 48                                            | 48                                          | 48                                          | 48                                          |
| 48    | Place du 1er Mai ⥋ Ben Aknoun |                                             |                                             |                                             |                                             |                                               |                                             |                                             |                                             |
| 48    | Ouverture / Fermeture — / — | Longueur —                                  | Durée —                                     | Nb. d’arrêts 14                             | Matériel —                                  | Jours de fonctionnement D, L, Ma, Me, J, V, S | Jour / Soir / Nuit / Fêtes O / O / N / O    | Voy. / an —                                 | Centre-bus —                                |
| 48    | Desserte : - Villes et lieux desservis : Sidi M'Hamed • Alger-Centre • El Biar • Ben Aknoun. - Stations et gares desservies : 1er Mai. |                                             |                                             |                                             |                                             |                                               |                                             |                                             |                                             |
| 48    | Autre : - Amplitudes horaires : la ligne fonctionne du dimanche au vendredi de 6 h 20 à 20 h 30 et les samedis et fêtes à partir de 7 h 30 environ. - Date de dernière mise à jour : 18 mars 2022 |                                             |                                             |                                             |                                             |                                               |                                             |                                             |                                             |
| 48    | Dernière actualisation : — |                                             |                                             |                                             |                                             |                                               |                                             |                                             |                                             |

### Lignes 50 à 59
| Ligne | Caractéristiques | Caractéristiques               | Caractéristiques               | Caractéristiques               | Caractéristiques               | Caractéristiques                              | Caractéristiques                         | Caractéristiques               | Caractéristiques               |
| 50    | 50 | 50                             | 50                             | 50                             | 50                             | 50                                            | 50                                       | 50                             | 50                             |
| 50    | Ben Aknoun ⥋ Place des Martyrs | Ben Aknoun ⥋ Place des Martyrs | Ben Aknoun ⥋ Place des Martyrs | Ben Aknoun ⥋ Place des Martyrs | Ben Aknoun ⥋ Place des Martyrs | Ben Aknoun ⥋ Place des Martyrs                | Ben Aknoun ⥋ Place des Martyrs           | Ben Aknoun ⥋ Place des Martyrs | Ben Aknoun ⥋ Place des Martyrs |
| ----- | --- | ------------------------------ | ------------------------------ | ------------------------------ | ------------------------------ | --------------------------------------------- | ---------------------------------------- | ------------------------------ | ------------------------------ |
| 50    | Ouverture / Fermeture — / — | Longueur —                     | Durée —                        | Nb. d’arrêts 17                | Matériel —                     | Jours de fonctionnement D, L, Ma, Me, J, V, S | Jour / Soir / Nuit / Fêtes O / O / N / O | Voy. / an —                    | Centre-bus —                   |
| 50    | Desserte : - Villes et lieux desservis : Ben Aknoun • El Biar • Bab El Oued • Casbah (Place des Martyrs). - Stations et gares desservies : Place des Martyrs. |                                |                                |                                |                                |                                               |                                          |                                |                                |
| 50    | Autre : - Amplitudes horaires : la ligne fonctionne du dimanche au vendredi de 6 h 20 à 20 h 30 et les samedis et fêtes à partir de 7 h 30 environ. - Date de dernière mise à jour : 18 mars 2022 |                                |                                |                                |                                |                                               |                                          |                                |                                |
| 50    | Dernière actualisation : — |                                |                                |                                |                                |                                               |                                          |                                |                                |
| 51    | 51 | 51                             | 51                             | 51                             | 51                             | 51                                            | 51                                       | 51                             | 51                             |
| 51    | Bouzaréah - Chevalley ⥋ Ouled Fayet - Plateau |                                |                                |                                |                                |                                               |                                          |                                |                                |
| 51    | Ouverture / Fermeture — / — | Longueur —                     | Durée —                        | Nb. d’arrêts 20                | Matériel —                     | Jours de fonctionnement D, L, Ma, Me, J, V, S | Jour / Soir / Nuit / Fêtes O / O / N / O | Voy. / an —                    | Centre-bus —                   |
| 51    | Desserte : - Villes et lieux desservis : Bouzaréah (Chevalley) • Dely Ibrahim • Beni Messous • Chéraga • Ouled Fayet. - Stations et gares desservies : |                                |                                |                                |                                |                                               |                                          |                                |                                |
| 51    | Autre : - Amplitudes horaires : la ligne fonctionne du dimanche au vendredi de 6 h 20 à 20 h 30 et les samedis et fêtes à partir de 7 h 30 environ. - Date de dernière mise à jour : 18 mars 2022 |                                |                                |                                |                                |                                               |                                          |                                |                                |
| 51    | Dernière actualisation : — |                                |                                |                                |                                |                                               |                                          |                                |                                |
| 54    | 54 | 54                             | 54                             | 54                             | 54                             | 54                                            | 54                                       | 54                             | 54                             |
| 54    | Place Maurice Audin ⥋ El Mouradia - Lycée Descartes |                                |                                |                                |                                |                                               |                                          |                                |                                |
| 54    | Ouverture / Fermeture — / — | Longueur —                     | Durée —                        | Nb. d’arrêts 7                 | Matériel —                     | Jours de fonctionnement D, L, Ma, Me, J, V, S | Jour / Soir / Nuit / Fêtes O / O / N / O | Voy. / an —                    | Centre-bus —                   |
| 54    | Desserte : - Villes et lieux desservis : Alger-Centre (Place Maurice Audin, faculté d'Alger, tunnel des Facultés, cathédrale du Sacré-Cœur) • Sidi M'Hamed (Musée du Bardo, Palais du Peuple) • El Mouradia (Hôtel El Djazaïr, lycée Descartes). - Stations et gares desservies : Khelifa Boukhalfa (à proximité).                        |                                |                                |                                |                                |                                               |                                          |                                |                                |
| 54    | Autre : - Amplitudes horaires : la ligne fonctionne du dimanche au vendredi de 6 h 20 à 20 h 30 et les samedis et fêtes à partir de 7 h 30 environ. - Remarque : via le boulevard Mohamed V dans le sens : Place Maurice Audin → El Mouradia, via la rue Didouche Mourad dans l'autre sens. - Date de dernière mise à jour : 18 mars 2022 |                                |                                |                                |                                |                                               |                                          |                                |                                |
| 54    | Dernière actualisation : — |                                |                                |                                |                                |                                               |                                          |                                |                                |
| 57    | 57 | 57                             | 57                             | 57                             | 57                             | 57                                            | 57                                       | 57                             | 57                             |
| 57    | Grande Poste ⥋ Ouled Fayet |                                |                                |                                |                                |                                               |                                          |                                |                                |
| 57    | Ouverture / Fermeture — / — | Longueur —                     | Durée —                        | Nb. d’arrêts —                 | Matériel —                     | Jours de fonctionnement D, L, Ma, Me, J, V, S | Jour / Soir / Nuit / Fêtes O / O / N / O | Voy. / an —                    | Centre-bus —                   |
| 57    | Desserte : - Villes et lieux desservis : Alger-Centre (Grande Poste d'Alger) • Ben Aknoun • Dely Ibrahim • Ouled Fayet. - Stations et gares desservies : Tafourah - Grande Poste. |                                |                                |                                |                                |                                               |                                          |                                |                                |
| 57    | Autre : - Amplitudes horaires : la ligne fonctionne du dimanche au vendredi de 6 h 20 à 20 h 30 et les samedis et fêtes à partir de 7 h 30 environ. - Date de dernière mise à jour : 18 mars 2022 |                                |                                |                                |                                |                                               |                                          |                                |                                |
| 57    | Dernière actualisation : — |                                |                                |                                |                                |                                               |                                          |                                |                                |
| 58    | 58 | 58                             | 58                             | 58                             | 58                             | 58                                            | 58                                       | 58                             | 58                             |
| 58    | Place des Martyrs ⥋ Bouzaréah - Chevalley |                                |                                |                                |                                |                                               |                                          |                                |                                |
| 58    | Ouverture / Fermeture — / — | Longueur —                     | Durée —                        | Nb. d’arrêts 11                | Matériel —                     | Jours de fonctionnement D, L, Ma, Me, J, V, S | Jour / Soir / Nuit / Fêtes O / O / N / O | Voy. / an —                    | Centre-bus —                   |
| 58    | Desserte : - Villes et lieux desservis : Casbah (Place des Martyrs) • Bab El Oued • Oued Koriche • Bouzaréah • El Biar • Bouzaréah (Chevalley). - Stations et gares desservies : Place des Martyrs. |                                |                                |                                |                                |                                               |                                          |                                |                                |
| 58    | Autre : - Amplitudes horaires : la ligne fonctionne du dimanche au vendredi de 6 h 20 à 20 h 30 et les samedis et fêtes à partir de 7 h 30 environ. - Date de dernière mise à jour : 18 mars 2022 |                                |                                |                                |                                |                                               |                                          |                                |                                |
| 58    | Dernière actualisation : — |                                |                                |                                |                                |                                               |                                          |                                |                                |
| 59    | 59 | 59                             | 59                             | 59                             | 59                             | 59                                            | 59                                       | 59                             | 59                             |
| 59    | Bouzaréah - Chevalley ⥋ Beni Messous - Sidi Youcef |                                |                                |                                |                                |                                               |                                          |                                |                                |
| 59    | Ouverture / Fermeture — / — | Longueur —                     | Durée —                        | Nb. d’arrêts 11                | Matériel —                     | Jours de fonctionnement D, L, Ma, Me, J, V, S | Jour / Soir / Nuit / Fêtes O / O / N / O | Voy. / an —                    | Centre-bus —                   |
| 59    | Desserte : - Villes et lieux desservis : Bouzaréah (Chevalley) • Beni Messous (Sidi Youcef). - Stations et gares desservies : |                                |                                |                                |                                |                                               |                                          |                                |                                |
| 59    | Autre : - Amplitudes horaires : la ligne fonctionne du dimanche au vendredi de 6 h 20 à 20 h 30 et les samedis et fêtes à partir de 7 h 30 environ. - Date de dernière mise à jour : 18 mars 2022 |                                |                                |                                |                                |                                               |                                          |                                |                                |
| 59    | Dernière actualisation : — |                                |                                |                                |                                |                                               |                                          |                                |                                |

### Lignes 60 à 69
| Ligne | Caractéristiques | Caractéristiques                | Caractéristiques                | Caractéristiques                | Caractéristiques                | Caractéristiques                              | Caractéristiques                         | Caractéristiques                | Caractéristiques                |
| 66    | 66 | 66                              | 66                              | 66                              | 66                              | 66                                            | 66                                       | 66                              | 66                              |
| 66    | Bachdjerrah ⥋ Place Aïssat Idir | Bachdjerrah ⥋ Place Aïssat Idir | Bachdjerrah ⥋ Place Aïssat Idir | Bachdjerrah ⥋ Place Aïssat Idir | Bachdjerrah ⥋ Place Aïssat Idir | Bachdjerrah ⥋ Place Aïssat Idir               | Bachdjerrah ⥋ Place Aïssat Idir          | Bachdjerrah ⥋ Place Aïssat Idir | Bachdjerrah ⥋ Place Aïssat Idir |
| ----- | --- | ------------------------------- | ------------------------------- | ------------------------------- | ------------------------------- | --------------------------------------------- | ---------------------------------------- | ------------------------------- | ------------------------------- |
| 66    | Ouverture / Fermeture — / — | Longueur —                      | Durée —                         | Nb. d’arrêts 12                 | Matériel —                      | Jours de fonctionnement D, L, Ma, Me, J, V, S | Jour / Soir / Nuit / Fêtes O / O / N / O | Voy. / an —                     | Centre-bus —                    |
| 66    | Desserte : - Villes et lieux desservis : Bachdjerrah • Bourouba • El Magharia • Hussein Dey • Belouizdad (Jardin d'Essai) • Sidi M'Hamed. - Stations et gares desservies : Bachdjarah • Bachdjarah - Tenis • Haï El Badr • Cité Mer et Soleil • Cité Amirouche • Les Fusillés • Jardin d'Essai • Hamma • Aïssat Idir ♦ Téléphérique d'El Madania (station Hamma) • Téléphérique du Mémorial (station Jardin d'Essai) • Téléphérique du Palais de la Culture (station Oued Kniss) ♦ Gare des Ateliers (à proximité). |                                 |                                 |                                 |                                 |                                               |                                          |                                 |                                 |
| 66    | Autre : - Amplitudes horaires : la ligne fonctionne du dimanche au vendredi de 6 h 20 à 20 h 30 et les samedis et fêtes à partir de 7 h 30 environ. - Remarque : via la rue Mohamed Belouizdad dans le sens Aïssat Idir → Bachdjerrah, via la rue Hassiba Benbouali dans l'autre sens. - Date de dernière mise à jour : 18 mars 2022 |                                 |                                 |                                 |                                 |                                               |                                          |                                 |                                 |
| 66    | Dernière actualisation : — |                                 |                                 |                                 |                                 |                                               |                                          |                                 |                                 |
| 67    | 67 | 67                              | 67                              | 67                              | 67                              | 67                                            | 67                                       | 67                              | 67                              |
| 67    | Haï El Badr ⥋ Baraki |                                 |                                 |                                 |                                 |                                               |                                          |                                 |                                 |
| 67    | Ouverture / Fermeture — / — | Longueur —                      | Durée —                         | Nb. d’arrêts 13                 | Matériel —                      | Jours de fonctionnement D, L, Ma, Me, J, V, S | Jour / Soir / Nuit / Fêtes O / O / N / O | Voy. / an —                     | Centre-bus —                    |
| 67    | Desserte : - Villes et lieux desservis : El Magharia • Kouba • Djasr Kasentina • Baraki. - Stations et gares desservies : Haï El Badr ♦ Gare du Gué de Constantine (à proximité). |                                 |                                 |                                 |                                 |                                               |                                          |                                 |                                 |
| 67    | Autre : - Amplitudes horaires : la ligne fonctionne du dimanche au vendredi de 6 h 20 à 20 h 30 et les samedis et fêtes à partir de 7 h 30 environ. - Date de dernière mise à jour : 18 mars 2022 |                                 |                                 |                                 |                                 |                                               |                                          |                                 |                                 |
| 67    | Dernière actualisation : — |                                 |                                 |                                 |                                 |                                               |                                          |                                 |                                 |

### Lignes 70 à 79
| Ligne | Caractéristiques | Caractéristiques                    | Caractéristiques                    | Caractéristiques                    | Caractéristiques                    | Caractéristiques                              | Caractéristiques                         | Caractéristiques                    | Caractéristiques                    |
| 72    | 72 | 72                                  | 72                                  | 72                                  | 72                                  | 72                                            | 72                                       | 72                                  | 72                                  |
| 72    | Rouiba - Castor ⥋ Place des Martyrs | Rouiba - Castor ⥋ Place des Martyrs | Rouiba - Castor ⥋ Place des Martyrs | Rouiba - Castor ⥋ Place des Martyrs | Rouiba - Castor ⥋ Place des Martyrs | Rouiba - Castor ⥋ Place des Martyrs           | Rouiba - Castor ⥋ Place des Martyrs      | Rouiba - Castor ⥋ Place des Martyrs | Rouiba - Castor ⥋ Place des Martyrs |
| ----- | --- | ----------------------------------- | ----------------------------------- | ----------------------------------- | ----------------------------------- | --------------------------------------------- | ---------------------------------------- | ----------------------------------- | ----------------------------------- |
| 72    | Ouverture / Fermeture — / — | Longueur —                          | Durée —                             | Nb. d’arrêts 26                     | Matériel —                          | Jours de fonctionnement D, L, Ma, Me, J, V, S | Jour / Soir / Nuit / Fêtes O / O / N / O | Voy. / an —                         | Centre-bus —                        |
| 72    | Desserte : - Villes et lieux desservis : Rouïba • Dar El Beida • Bab Ezzouar • Mohammadia • Hussein Dey (Gare routière du Caroubier) • Alger-Centre (Grande Poste d'Alger) • Casbah (Place des Martyrs). - Stations et gares desservies : Tafourah - Grande Poste • Place des Martyrs ♦ Gare du Caroubier • Gare des Ateliers • Gare d'Alger • Gare de Rouïba (à proximité). |                                     |                                     |                                     |                                     |                                               |                                          |                                     |                                     |
| 72    | Autre : - Amplitudes horaires : la ligne fonctionne du dimanche au vendredi de 6 h 20 à 20 h 30 et les samedis et fêtes à partir de 7 h 30 environ. - Date de dernière mise à jour : 18 mars 2022 |                                     |                                     |                                     |                                     |                                               |                                          |                                     |                                     |
| 72    | Dernière actualisation : — |                                     |                                     |                                     |                                     |                                               |                                          |                                     |                                     |
| 73    | 73 | 73                                  | 73                                  | 73                                  | 73                                  | 73                                            | 73                                       | 73                                  | 73                                  |
| 73    | Bachdjarah ⥋ Kouba - Station Kouba |                                     |                                     |                                     |                                     |                                               |                                          |                                     |                                     |
| 73    | Ouverture / Fermeture — / — | Longueur —                          | Durée —                             | Nb. d’arrêts 18                     | Matériel —                          | Jours de fonctionnement D, L, Ma, Me, J, V, S | Jour / Soir / Nuit / Fêtes O / O / N / O | Voy. / an —                         | Centre-bus —                        |
| 73    | Desserte : - Villes et lieux desservis : Bachdjerrah • Bourouba • Birkhadem • Djasr Kasentina • Kouba. - Stations et gares desservies : Bachdjarah • Bachdjarah - Tennis. |                                     |                                     |                                     |                                     |                                               |                                          |                                     |                                     |
| 73    | Autre : - Amplitudes horaires : la ligne fonctionne du dimanche au vendredi de 6 h 20 à 20 h 30 et les samedis et fêtes à partir de 7 h 30 environ. - Date de dernière mise à jour : 18 mars 2022 |                                     |                                     |                                     |                                     |                                               |                                          |                                     |                                     |
| 73    | Dernière actualisation : — |                                     |                                     |                                     |                                     |                                               |                                          |                                     |                                     |
| 74    | 74 | 74                                  | 74                                  | 74                                  | 74                                  | 74                                            | 74                                       | 74                                  | 74                                  |
| 74    | Bachdjarah ⥋ Place des Martyrs |                                     |                                     |                                     |                                     |                                               |                                          |                                     |                                     |
| 74    | Ouverture / Fermeture — / — | Longueur —                          | Durée —                             | Nb. d’arrêts 14                     | Matériel —                          | Jours de fonctionnement D, L, Ma, Me, J, V, S | Jour / Soir / Nuit / Fêtes O / O / N / O | Voy. / an —                         | Centre-bus —                        |
| 74    | Desserte : - Villes et lieux desservis : Bachdjerrah • El Harrach • Hussein Dey (Gare routière du Caroubier) • Sidi M'Hamed • Alger-Centre (Grande Poste d'Alger) • Casbah (Place des Martyrs). - Stations et gares desservies : Bachdjarah • Tafourah - Grande Poste • Place des Martyrs ♦ Gare du Caroubier • Gare des Ateliers • Gare d'Alger. |                                     |                                     |                                     |                                     |                                               |                                          |                                     |                                     |
| 74    | Autre : - Amplitudes horaires : la ligne fonctionne du dimanche au vendredi de 6 h 20 à 20 h 30 et les samedis et fêtes à partir de 7 h 30 environ. - Date de dernière mise à jour : 18 mars 2022 |                                     |                                     |                                     |                                     |                                               |                                          |                                     |                                     |
| 74    | Dernière actualisation : — |                                     |                                     |                                     |                                     |                                               |                                          |                                     |                                     |
| 79    | 79 | 79                                  | 79                                  | 79                                  | 79                                  | 79                                            | 79                                       | 79                                  | 79                                  |
| 79    | Place du 1er Mai ⥋ Djasr Kasentina - Station Aïn Naâdja |                                     |                                     |                                     |                                     |                                               |                                          |                                     |                                     |
| 79    | Ouverture / Fermeture — / — | Longueur —                          | Durée —                             | Nb. d’arrêts 9                      | Matériel —                          | Jours de fonctionnement D, L, Ma, Me, J, V, S | Jour / Soir / Nuit / Fêtes O / O / N / O | Voy. / an —                         | Centre-bus —                        |
| 79    | Desserte : - Villes et lieux desservis : Sidi M'Hamed • Belouizdad (Jardin d'Essai) • Hussein Dey • Kouba (Hôpital militaire d'Aïn Naâdja) • Djasr Kasentina (Station Aïn Naâdja). - Stations et gares desservies : 1er Mai • Place Aïssat Idir (à proximité) • Hamma • Jardin d'Essai • Les Fusillés ♦ Téléphérique d'El Madania (station Hamma) • Téléphérique du Mémorial (station Jardin d'Essai) • Téléphérique du Palais de la Culture (station Oued Kniss) ♦ Gare des Ateliers (à proximité). |                                     |                                     |                                     |                                     |                                               |                                          |                                     |                                     |
| 79    | Autre : - Amplitudes horaires : la ligne fonctionne du dimanche au vendredi de 6 h 20 à 20 h 30 et les samedis et fêtes à partir de 7 h 30 environ. - Remarque : via la rue Mohamed Belouizdad dans le sens : Place du 1er Mai → Djasr Kasentina, via la rue Hassiba Benbouali dans l'autre sens. - Date de dernière mise à jour : 18 mars 2022 |                                     |                                     |                                     |                                     |                                               |                                          |                                     |                                     |
| 79    | Dernière actualisation : — |                                     |                                     |                                     |                                     |                                               |                                          |                                     |                                     |

### Lignes 80 à 89
| Ligne | Caractéristiques | Caractéristiques                   | Caractéristiques                   | Caractéristiques                   | Caractéristiques                   | Caractéristiques                              | Caractéristiques                         | Caractéristiques                   | Caractéristiques                   |
| 80    | 80 | 80                                 | 80                                 | 80                                 | 80                                 | 80                                            | 80                                       | 80                                 | 80                                 |
| 80    | El Harrach ⥋ Kouba - Station Kouba | El Harrach ⥋ Kouba - Station Kouba | El Harrach ⥋ Kouba - Station Kouba | El Harrach ⥋ Kouba - Station Kouba | El Harrach ⥋ Kouba - Station Kouba | El Harrach ⥋ Kouba - Station Kouba            | El Harrach ⥋ Kouba - Station Kouba       | El Harrach ⥋ Kouba - Station Kouba | El Harrach ⥋ Kouba - Station Kouba |
| ----- | --- | ---------------------------------- | ---------------------------------- | ---------------------------------- | ---------------------------------- | --------------------------------------------- | ---------------------------------------- | ---------------------------------- | ---------------------------------- |
| 80    | Ouverture / Fermeture — / — | Longueur —                         | Durée —                            | Nb. d’arrêts 11                    | Matériel —                         | Jours de fonctionnement D, L, Ma, Me, J, V, S | Jour / Soir / Nuit / Fêtes O / O / N / O | Voy. / an —                        | Centre-bus —                       |
| 80    | Desserte : - Villes et lieux desservis : El Harrach • Bourouba • Bachdjerrah • Kouba (Hôpital militaire d'Aïn Naâdja, Station Kouba). - Stations et gares desservies : El Harrach - Centre • Bachdjarah • Bachdjarah - Tennis ♦ Gare d'El Harrach. |                                    |                                    |                                    |                                    |                                               |                                          |                                    |                                    |
| 80    | Autre : - Amplitudes horaires : la ligne fonctionne du dimanche au vendredi de 6 h 20 à 20 h 30 et les samedis et fêtes à partir de 7 h 30 environ. - Date de dernière mise à jour : 18 mars 2022 |                                    |                                    |                                    |                                    |                                               |                                          |                                    |                                    |
| 80    | Dernière actualisation : — |                                    |                                    |                                    |                                    |                                               |                                          |                                    |                                    |
| 81    | 81 | 81                                 | 81                                 | 81                                 | 81                                 | 81                                            | 81                                       | 81                                 | 81                                 |
| 81    | Haï El Badr ⥋ Djasr Kasentina - Aïn Naâdja |                                    |                                    |                                    |                                    |                                               |                                          |                                    |                                    |
| 81    | Ouverture / Fermeture — / — | Longueur —                         | Durée —                            | Nb. d’arrêts —                     | Matériel —                         | Jours de fonctionnement —                     | Jour / Soir / Nuit / Fêtes — / — / — / — | Voy. / an —                        | Dépôt —                            |
| 81    | Desserte : - Villes et lieux desservis : El Magharia • Djasr Kasentina. - Stations et gares desservies : Haï El Badr |                                    |                                    |                                    |                                    |                                               |                                          |                                    |                                    |
| 81    | Autre : - Amplitudes horaires : - Date de dernière mise à jour : |                                    |                                    |                                    |                                    |                                               |                                          |                                    |                                    |
| 81    | Dernière actualisation : — . |                                    |                                    |                                    |                                    |                                               |                                          |                                    |                                    |
| 82    | 82 | 82                                 | 82                                 | 82                                 | 82                                 | 82                                            | 82                                       | 82                                 | 82                                 |
| 82    | El Harrach ⥋ Kouba - Station Kouba |                                    |                                    |                                    |                                    |                                               |                                          |                                    |                                    |
| 82    | Ouverture / Fermeture — / — | Longueur —                         | Durée —                            | Nb. d’arrêts 16                    | Matériel —                         | Jours de fonctionnement D, L, Ma, Me, J, V, S | Jour / Soir / Nuit / Fêtes O / O / N / O | Voy. / an —                        | Centre-bus —                       |
| 82    | Desserte : - Villes et lieux desservis : El Harrach • Bourouba • Djasr Kasentina (Hôpital militaire d'Aïn Naâdja) • Kouba (Station Kouba). - Stations et gares desservies : El Harrach Centre ♦ Gare de Aïn Naâdja • Gare du Gué de Constantine (à proximité). |                                    |                                    |                                    |                                    |                                               |                                          |                                    |                                    |
| 82    | Autre : - Amplitudes horaires : la ligne fonctionne du dimanche au vendredi de 6 h 20 à 20 h 30 et les samedis et fêtes à partir de 7 h 30 environ. - Date de dernière mise à jour : 18 mars 2022 |                                    |                                    |                                    |                                    |                                               |                                          |                                    |                                    |
| 82    | Dernière actualisation : — |                                    |                                    |                                    |                                    |                                               |                                          |                                    |                                    |
| 88    | 88 | 88                                 | 88                                 | 88                                 | 88                                 | 88                                            | 88                                       | 88                                 | 88                                 |
| 88    | Place du 1er Mai ⥋ Hydra - Place Al Smaa |                                    |                                    |                                    |                                    |                                               |                                          |                                    |                                    |
| 88    | Ouverture / Fermeture — / — | Longueur —                         | Durée —                            | Nb. d’arrêts 8                     | Matériel —                         | Jours de fonctionnement D, L, Ma, Me, J, V, S | Jour / Soir / Nuit / Fêtes O / O / N / O | Voy. / an —                        | Centre-bus —                       |
| 88    | Desserte : - Villes et lieux desservis : Sidi M'Hamed • El Mouradia • Hydra (Place Al Smaa). - Stations et gares desservies : 1er Mai. |                                    |                                    |                                    |                                    |                                               |                                          |                                    |                                    |
| 88    | Autre : - Amplitudes horaires : la ligne fonctionne du dimanche au vendredi de 6 h 20 à 20 h 30 et les samedis et fêtes à partir de 7 h 30 environ. - Date de dernière mise à jour : 18 mars 2022 |                                    |                                    |                                    |                                    |                                               |                                          |                                    |                                    |
| 88    | Dernière actualisation : — |                                    |                                    |                                    |                                    |                                               |                                          |                                    |                                    |
| 89    | 89 | 89                                 | 89                                 | 89                                 | 89                                 | 89                                            | 89                                       | 89                                 | 89                                 |
| 89    | Place du 1er Mai ⥋ Kouba - Vieux Kouba |                                    |                                    |                                    |                                    |                                               |                                          |                                    |                                    |
| 89    | Ouverture / Fermeture — / — | Longueur —                         | Durée —                            | Nb. d’arrêts 14                    | Matériel —                         | Jours de fonctionnement D, L, Ma, Me, J, V, S | Jour / Soir / Nuit / Fêtes O / O / N / O | Voy. / an —                        | Centre-bus —                       |
| 89    | Desserte : - Villes et lieux desservis : Sidi M'Hamed • Belouizdad (Jardin d'Essai) • Kouba. - Stations et gares desservies : 1er Mai • Aïssat Idir (à proximité) • Hamma • Jardin d'Essai • Les Fusillés ♦ Téléphérique d'El Madania (station Hamma) • Téléphérique du Mémorial (station Jardin d'Essai) • Téléphérique du Palais de la Culture (station Oued Kniss) ♦ Gare des Ateliers (à proximité). |                                    |                                    |                                    |                                    |                                               |                                          |                                    |                                    |
| 89    | Autre : - Amplitudes horaires : la ligne fonctionne du dimanche au vendredi de 6 h 20 à 20 h 30 et les samedis et fêtes à partir de 7 h 30 environ. - Remarque : via la rue Mohamed Belouizdad dans le sens : Place du 1er Mai → Kouba, via la rue Hassiba Benbouali dans l'autre sens. - Date de dernière mise à jour : 18 mars 2022                                                                    |                                    |                                    |                                    |                                    |                                               |                                          |                                    |                                    |
| 89    | Dernière actualisation : — |                                    |                                    |                                    |                                    |                                               |                                          |                                    |                                    |

### Lignes 90 à 99
| Ligne | Caractéristiques | Caractéristiques                           | Caractéristiques                           | Caractéristiques                           | Caractéristiques                           | Caractéristiques                              | Caractéristiques                           | Caractéristiques                           | Caractéristiques                           |
| 90    | 90 | 90                                         | 90                                         | 90                                         | 90                                         | 90                                            | 90                                         | 90                                         | 90                                         |
| 90    | Place du 1er Mai ⥋ Bab El Oued - Basta Ali | Place du 1er Mai ⥋ Bab El Oued - Basta Ali | Place du 1er Mai ⥋ Bab El Oued - Basta Ali | Place du 1er Mai ⥋ Bab El Oued - Basta Ali | Place du 1er Mai ⥋ Bab El Oued - Basta Ali | Place du 1er Mai ⥋ Bab El Oued - Basta Ali    | Place du 1er Mai ⥋ Bab El Oued - Basta Ali | Place du 1er Mai ⥋ Bab El Oued - Basta Ali | Place du 1er Mai ⥋ Bab El Oued - Basta Ali |
| ----- | --- | ------------------------------------------ | ------------------------------------------ | ------------------------------------------ | ------------------------------------------ | --------------------------------------------- | ------------------------------------------ | ------------------------------------------ | ------------------------------------------ |
| 90    | Ouverture / Fermeture — / — | Longueur —                                 | Durée —                                    | Nb. d’arrêts 9                             | Matériel —                                 | Jours de fonctionnement D, L, Ma, Me, J, V, S | Jour / Soir / Nuit / Fêtes O / O / N / O   | Voy. / an —                                | Centre-bus —                               |
| 90    | Desserte : - Villes et lieux desservis : Sidi M'Hamed • Alger-Centre (Grande Poste d'Alger) • Casbah (Place des Martyrs) • Bab El Oued (Basta Ali). - Stations et gares desservies : 1er Mai • Tafourah - Grande Poste • Place des Martyrs ♦ Gare d'Alger • Gare de l'Agha. |                                            |                                            |                                            |                                            |                                               |                                            |                                            |                                            |
| 90    | Autre : - Amplitudes horaires : la ligne fonctionne du dimanche au vendredi de 6 h 20 à 20 h 30 et les samedis et fêtes à partir de 7 h 30 environ. - Date de dernière mise à jour : 19 mars 2022 |                                            |                                            |                                            |                                            |                                               |                                            |                                            |                                            |
| 90    | Dernière actualisation : — |                                            |                                            |                                            |                                            |                                               |                                            |                                            |                                            |
| 92    | 92 | 92                                         | 92                                         | 92                                         | 92                                         | 92                                            | 92                                         | 92                                         | 92                                         |
| 92    | Bab El Oued - Place Ferhani ⥋ Kouba - El Annasser |                                            |                                            |                                            |                                            |                                               |                                            |                                            |                                            |
| 92    | Ouverture / Fermeture — / — | Longueur —                                 | Durée —                                    | Nb. d’arrêts —                             | Matériel —                                 | Jours de fonctionnement —                     | Jour / Soir / Nuit / Fêtes — / — / — / —   | Voy. / an —                                | Dépôt —                                    |
| 92    | Desserte : - Villes et lieux desservis : Bab El Oued (Place des Martyrs) • Alger-Centre (Grande Poste d'Alger) • Sidi M'Hamed • Belouizdad (Jardin d'Essai) • Hussein Dey • Kouba (El Annasser). - Stations et gares desservies : Place des Martyrs • Tafourah - Grande Poste • 1er Mai • Place Aïssat Idir (à proximité) • Hamma • Jardin d'Essai • Les Fusillés ♦ Téléphérique d'El Madania (station Hamma) • Téléphérique du Mémorial (station Jardin d'Essai) • Téléphérique du Palais de la Culture (station Oued Kniss) ♦ Gare d'Alger • Gare de l'Agha. |                                            |                                            |                                            |                                            |                                               |                                            |                                            |                                            |
| 92    | Autre : - Amplitudes horaires : - Remarque : via la rue Mohamed Belouizdad dans le sens : Place du 1er Mai → Kouba, via la rue Hassiba Benbouali dans l'autre sens. - Date de dernière mise à jour : 19 mars 2022 |                                            |                                            |                                            |                                            |                                               |                                            |                                            |                                            |
| 92    | Dernière actualisation : — |                                            |                                            |                                            |                                            |                                               |                                            |                                            |                                            |
| 94    | 94 | 94                                         | 94                                         | 94                                         | 94                                         | 94                                            | 94                                         | 94                                         | 94                                         |
| 94    | Place Aïssat Idir ⥋ Mohammadia - Cité Mokhtar Zerhouni |                                            |                                            |                                            |                                            |                                               |                                            |                                            |                                            |
| 94    | Ouverture / Fermeture — / — | Longueur —                                 | Durée —                                    | Nb. d’arrêts 13                            | Matériel —                                 | Jours de fonctionnement D, L, Ma, Me, J, V, S | Jour / Soir / Nuit / Fêtes O / O / N / O   | Voy. / an —                                | Centre-bus —                               |
| 94    | Desserte : - Villes et lieux desservis : Sidi M'Hamed • Belouizdad • Hussein Dey (Gare routière du Caroubier) • Bab Ezzouar • Mohammadia (Cité Mokhtar Zerhouni). - Stations et gares desservies : Aïssat Idir ♦ Gare des Ateliers • Gare du Caroubier. |                                            |                                            |                                            |                                            |                                               |                                            |                                            |                                            |
| 94    | Autre : - Amplitudes horaires : la ligne fonctionne du dimanche au vendredi de 6 h 20 à 20 h 30 et les samedis et fêtes à partir de 7 h 30 environ. - Date de dernière mise à jour : 19 mars 2022 |                                            |                                            |                                            |                                            |                                               |                                            |                                            |                                            |
| 94    | Dernière actualisation : — |                                            |                                            |                                            |                                            |                                               |                                            |                                            |                                            |
| 98    | 98 | 98                                         | 98                                         | 98                                         | 98                                         | 98                                            | 98                                         | 98                                         | 98                                         |
| 98    | Bab Ezzouar ⥋ Bab El Oued - Place Ferhani |                                            |                                            |                                            |                                            |                                               |                                            |                                            |                                            |
| 98    | Ouverture / Fermeture — / — | Longueur —                                 | Durée —                                    | Nb. d’arrêts —                             | Matériel —                                 | Jours de fonctionnement —                     | Jour / Soir / Nuit / Fêtes — / — / — / —   | Voy. / an —                                | Dépôt —                                    |
| 98    | Desserte : - Villes et lieux desservis : Bab Ezzouar • Mohammadia • Hussein Dey (Gare routière du Caroubier) • Belouizdad • Alger-Centre (Grande Poste d'Alger) • Casbah (Place des Martyrs) • Bab El Oued. - Stations et gares desservies : Tafourah - Grande Poste • Place des Martyrs ♦ Gare des Ateliers • Gare d'Alger. |                                            |                                            |                                            |                                            |                                               |                                            |                                            |                                            |
| 98    | Autre : - Amplitudes horaires : - Date de dernière mise à jour : |                                            |                                            |                                            |                                            |                                               |                                            |                                            |                                            |
| 98    | Dernière actualisation : — |                                            |                                            |                                            |                                            |                                               |                                            |                                            |                                            |
| 99    | 99 | 99                                         | 99                                         | 99                                         | 99                                         | 99                                            | 99                                         | 99                                         | 99                                         |
| 99    | Place du 1er Mai ⥋ Aïn Benian |                                            |                                            |                                            |                                            |                                               |                                            |                                            |                                            |
| 99    | Ouverture / Fermeture — / — | Longueur —                                 | Durée —                                    | Nb. d’arrêts 32                            | Matériel —                                 | Jours de fonctionnement D, L, Ma, Me, J, V, S | Jour / Soir / Nuit / Fêtes O / O / N / O   | Voy. / an —                                | Centre-bus —                               |
| 99    | Desserte : - Villes et lieux desservis : Sidi M'Hamed • Alger-Centre (Grande Poste d'Alger) • Casbah (Place des Martyrs) • Bab El Oued • Bologhine • Raïs Hamidou • El Hammamet • Aïn Benian. - Stations et gares desservies : 1er Mai • Tafourah - Grande Poste • Place des Martyrs ♦ Gare de l'Agha • Gare d'Alger ♦ Téléphérique de Notre-Dame d'Afrique (station Bologhine, à proximité). |                                            |                                            |                                            |                                            |                                               |                                            |                                            |                                            |
| 99    | Autre : - Amplitudes horaires : la ligne fonctionne du dimanche au vendredi de 6 h 20 à 20 h 30 et les samedis et fêtes à partir de 7 h 30 environ. - Date de dernière mise à jour : 19 mars 2022 |                                            |                                            |                                            |                                            |                                               |                                            |                                            |                                            |
| 99    | Dernière actualisation : — |                                            |                                            |                                            |                                            |                                               |                                            |                                            |                                            |

## Provenance des données
Les données sur les numéros de lignes et les trajets de celles-ci proviennent des plans de lignes de l'ETUSA et de l'AOTU-A,.